# Eburia ramsdeni
Eburia ramsdeni är en skalbaggsart som beskrevs av Fisher 1932. Eburia ramsdeni ingår i släktet Eburia och familjen långhorningar.
Artens utbredningsområde är Kuba. Inga underarter finns listade i Catalogue of Life.